# Billy Bauer
Billy Bauer (New York, 14 novembre 1915 – 16 giugno 2005) è stato un chitarrista jazz statunitense.

## Biografia
William Henry Bauer nasce a New York nel 1915. Inizia da bambino a suonare l’ukulele, per poi passare al banjo e infine alla chitarra. È uno dei pionieri della chitarra elettrica, suonando questo strumento già alla fine degli anni ‘30.
Il nome di Bauer si afferma nella scena newyorkese in seguito alla collaborazione con Woody Herman, nell’orchestra First Herd, in cui suona dal 1944 al 1946. Nello stesso periodo fa parte delle piccole formazioni di Chubby Jackson e Flip Phillips, in cui sviluppa il proprio linguaggio solistico. Collabora brevemente anche con Benny Goodman (nel 1948) e Charlie Parker (in alcune Metronome All-Stars session, e per una registrazione a nome di Parker nel 1954).
La collaborazione tuttavia più significativa di Bauer è quella con il pianista Lennie Tristano: inizialmente in trio nel biennio 1946-47 e da fine 1949 in sestetto, con i due sassofonisti Lee Konitz e Warne Marsh. Bauer e Tristano godono di una notevole intesa, che consente loro di improvvisare con estrema libertà, spesso anche simultaneamente. Bauer si emancipa completamente dal ruolo del chitarrista ritmico, mostrando le sue capacità in termini armonici e di linguaggio solistico. Tra i lavori più importanti del sestetto va citata la sessione in studio del 1949 (pubblicata nella raccolta Crosscurrent), in cui sono presenti i brani Intuition e Digression, due pionieristici esempi di improvvisazione informale. Bauer continuerà in seguito la collaborazione con Lee Konitz. Particolarmente significativi sono i brani in duo, tra cui Duet for Saxophone and Guitar, scritto da Bauer e registrato nel 1951.
Nel 1956 registra come leader il disco Plectrist, per l’etichetta Verve. È il suo unico lavoro da solista, per tutto il resto della sua carriera riveste il ruolo di sideman (Sideman sarà il titolo della sua autobiografia).
Muore di polmonite a New York, all’età di 89 anni.

## Discografia

### Album
Leader
- 1956 – Plectrist (Norgran Records, MG N 1082)